# اتفاقية القوات الزائرة
اتفاقية القوات الزائرة هي اتفاقية بين دولة ودولة أجنبية لديها قوات عسكرية تزورها في ذلك البلد. اتفاقيات القوات الزائرة مماثل لاتفاقيات وضع القوات. عادةً ما يغطي اتفاقية القوات الزائرة قوات زائرة مؤقتًا، بينما تغطي اتفاقية وضع القوات عادةً القوات المتمركزة في الدولة المضيفة وكذلك القوات الزائرة.

## الاتفاقيات
في حين أن الجيش الأمريكي لديه أكبر وجود أجنبي، وبالتالي فهو يمثل معظم اتفاقيات القوات الزائرة، فإن الدول الأخرى التي لديها قوات تخدم مؤقتًا في الخارج تتفاوض مع الدول التي تخدم فيها.

### شروط التشغيل
تهدف اتفاقيات القوات الزائرة إلى توضيح الشروط التي بموجبها يُسمح للجيش الأجنبي بالعمل. عادة، تهتم اتفاقية القوات الزائرة بشكل أساسي بالمسائل القانونية المرتبطة بالأفراد العسكريين والممتلكات. قد يشمل ذلك قضايا مثل الدخول والخروج إلى الدولة، أو الالتزامات الضريبية، أو الخدمات البريدية، أو شروط التوظيف لمواطني البلدان المضيفة، ولكن القضايا الأكثر إثارة للجدل هي الاختصاص المدني والجنائي على القوات الزائرة. بالنسبة للمسائل المدنية، تنص اتفاقية القوات الزائرة على كيفية تحديد ودفع الأضرار المدنية التي تسببها القوات. تختلف القضايا الجنائية، ولكن الحكم النموذجي في اتفاقية القوات الزائرة للولايات المتحدة هو أن المحاكم العسكرية الأمريكية سيكون لها اختصاص قضائي على الجرائم التي يرتكبها إما عسكري ضد فرد عسكري آخر أو من قبل فرد كجزء من واجبه العسكري، لكن الدولة المضيفة تحتفظ بالولاية القضائية على الجرائم الأخرى.

### مخاوف الدولة المضيفة
في العديد من الدول المضيفة، يمكن أن تصبح الاتفاقية قضية سياسية رئيسية بعد الجرائم التي يُزعم ارتكابها من خلال زيارة أعضاء الخدمة. هذا صحيح بشكل خاص عندما تنطوي الحوادث على جرائم خطيرة، مثل السرقة والقتل العمد والقتل غير العمد أو جرائم الجنس، خاصة عندما يتم تعريف التهمة بشكل مختلف بين البلدين. على سبيل المثال، في عام 2005 في الفلبين، اتُهم أربعة من مشاة البحرية الأمريكية باغتصاب امرأة محلية كانوا يشربون معها. وبما أن الحادث لا علاقة له بالواجبات العسكرية للمتهمين، فقد حوكموا بموجب القانون الفلبيني في محكمة فلبينية، أدانت أحد المتهمين وبرأت الآخرين.

### مشاكل سياسية
إن القضية السياسية لاتفاقيات القوات الزائرة معقدة بسبب حقيقة أن العديد من الدول المضيفة لديها مشاعر مختلطة حول القوات الأجنبية الموجودة على أراضيها، وغالبًا ما يتم دمج مطالب إعادة التفاوض على اتفاقية القوات الزائرة مع دعوات لمغادرة القوات الأجنبية بالكامل. يمكن أن تنشأ قضايا العادات الوطنية المختلفة. يشعر العديد من المراقبين الأمريكيين، على سبيل المثال، أن أنظمة العدالة في الدولة المضيفة تمنح المتهم مجموعة حماية أضعف بكثير من الولايات المتحدة، وأن محاكم البلد المضيف يمكن أن تخضع لضغط شعبي لإصدار حكم بالإدانة؛ علاوة على ذلك، لا ينبغي إجبار الأفراد العسكريين الأمريكيين الذين أمروا بنشرهم في الخارج على التخلي عن الحقوق الممنوحة لهم بموجب وثيقة الولايات المتحدة للحقوق. أحد البلدان المضيفة التي ينتشر فيها هذا الشعور، كوريا الجنوبية، لديها قوات في قيرغيزستان، وقد تفاوضت على اتفاقية وضع القوات التي تمنح حصانة كاملة لأفرادها من الملاحقة القضائية من قبل السلطات القرغيزية على أي جريمة مهما كانت،  وهو شيء يتجاوز بكثير الامتيازات العديدة يعترض الكوريون الجنوبيون على اتفاقية وضع القوات الخاصة ببلدهم مع الولايات المتحدة بالنسبة للعديد من المراقبين الأمريكيين، فإن حقيقة أن معظم المجرمين المتهمين ينتهي بهم الأمر إلى المحاكمة في محكمة محلية وإدانتهم تثبت أن النظام يعمل؛ بالنسبة لبعض مراقبي الدول المضيفة، فإنه يعزز التصور القائل بأن اتفاقية القوات الزائرة تحمي المذنب وتجعل الاستثناءات أكثر وضوحاً.